# Greg Pence

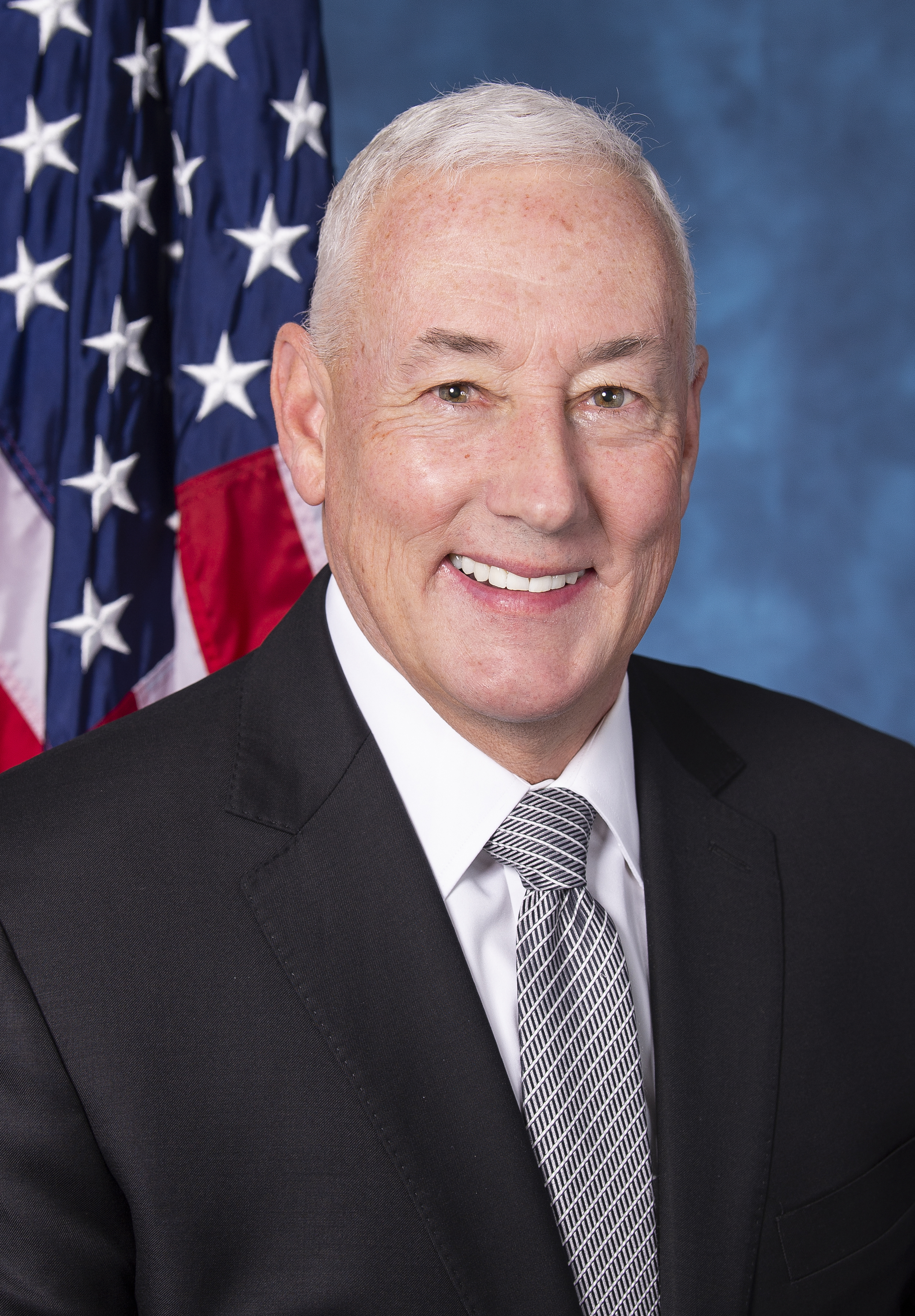
Greg Pence (2019)

Gregory Joseph „Greg“ Pence (* 14. November 1956 in Columbus, Indiana, Vereinigte Staaten) ist ein US-amerikanischer Unternehmer und Politiker. Als Mitglied der Republikanischen Partei war er von 2019 bis 2025 Inhaber des sechsten Sitzes des Bundesstaates Indiana im Repräsentantenhaus der Vereinigten Staaten.

## Leben
Greg Pence wurde am 14. November 1956 in Columbus im Bundesstaat Indiana geboren. Er ist das älteste von sechs Kindern seiner Eltern Ed und Nancy. Sein um drei Jahre jüngerer Bruder war von 2017 bis 2021 der 48. Vizepräsident der Vereinigten Staaten, Mike Pence. Laut seiner Mutter war er mit seinen Geschwistern 1964 für den republikanischen Präsidentschaftskandidaten Barry Goldwater tätig.
1975 schloss Pence die Columbus North High School ab und erlangte den Bachelor of Theology und den Bachelor of Philosophy an der Loyola University Chicago. Dort erlangte er 1985 den Master of Business Administration.
Ab 1979 war er Mitglied der United States Marine Corps, wo er fünfeinhalb Jahre als Oberleutnant diente. Er stimmte am 29. Oktober 2019 als einer von 11 Abgeordneten des Repräsentantenhauses gegen die Resolution, die die Ermordung und Deportation der Armenier im Osmanischen Reich als Völkermord klassifizierte.
Mit seiner Frau Denise hat er vier Kinder: Nicole, Lauren, Emily und John. Sie haben fünf Enkel.

## Berufliche Karriere
Pence besitzt und betreibt Geschäfte für Antiquitäten im südlichen Teil Indianas.
Nach seiner Verabschiedung aus der United States Marine Corps trat Pence 1988 nach dem Tod seines Vaters in die Kiel Brothers Oil Company ein und war von 1998 bis 2004 deren Direktor. Danach meldete die Firma Insolvenz nach Chapter 11 an.

## Politische Karriere
Greg Pence gewann die republikanischen Vorwahlen zur Wahl zum sechsten Sitz des Bundesstaates Indiana im Repräsentantenhaus der Vereinigten Staaten mit 64,5 Prozent der Stimmen gegen Jonathan Lamb, der 23,6 Prozent errang.
Er gewann die Wahlen zum sechsten Sitz des Bundesstaates Indiana im Repräsentantenhaus der Vereinigten Staaten am 6. November 2018 gegen Jeannine Lake von der Demokratischen Partei mit 63,8 Prozent der Stimmen. Den dritten Platz belegte Tom Ferkinhoff von der Libertarian Party mit 3,3 Prozent der Stimmen.
Bei den Wahlen 2024 trat er nicht mehr an.
Pence war das einzige amtierende Mitglied des Repräsentantenhauses, das in 100 % der Fälle mit der ersten Trump-Administration gestimmt hatte.